# Hypnogaja
Hypnogaja ist eine US-amerikanische Rockband, die von Jason „ShyBoy“ Arnold und Mark „Nubar“ Donikian zusammen mit Sean „Dr.“ Brooks 1999 in Los Angeles gegründet wurde, nachdem Arnold und Donikian zuvor als Trip-Hop-Combo zusammengearbeitet hatten. Leif Bunting verließ die Band etwas später und mit Adrian Barnado bekam die Musik harte Gitarren-Riffs. In ihrer zehnjährigen Bandgeschichte veröffentlichte Hypnogaja insgesamt acht Alben. Die Texte der Band handeln vom Leben und der Liebe, von familiären und gesellschaftlichen Missständen oder dem Sinn des Krieges. Die Band steht beim Indie-Label Union State Records unter Vertrag.

## Geschichte
Hypnogaja wurde 1999 von Jason „ShyBoy“ Arnold, Mark Nubar Donikian und dem Freund des Sängers Jason Arnolds Dr. Brooks in Los Angeles gegründet. Anfangs spielte die Band noch mit Trip-Hop-Elementen, welche mit Alternative Pop-Elemente vermischt wurden. Später änderte die Band ihre Stilrichtung von TripHop zu Post-Grunge. 1999 stieß Sandy Brown zur Band, welche die weibliche Stimme übernahm. Im selben Jahr veröffentlichte die Band ihr Debütalbum Revolution.
2000 war die Band Komponist bei dem Film The Young Unknowns.
Die Band gab nach der Veröffentlichung mehrere Gigs in Los Angeles, unter anderen in Restaurants und auf Hard Rock Festivals. Nachdem Sandy Brown und Dr. Brooks die Band verließen, stießen der Gitarrist Jean-Yves „Jeeve“ Ducornet, der Bassist Leif Bunting, sowie der Schlagzeuger Tim Groeschel zur Band und veröffentlichten mit Post-Hypnotic Stress Disorder 2002 ihr zweites Studioalbum. Manche Lieder des Albums wurden als Soundtrack für das Remake des Films Carrie verwendet. 2003 verließ Leif Bunting die Band, Groeschel wurde Gitarrist und Daniel Wills (Bass) sowie Bill Brennenstuhl (Schlagzeug) stießen dazu. Außerdem erschien 2003 Bridge to Nowhere, das dritte Studioalbum der Band.
Unter dieser Besetzung veröffentlichte die Band die EP Kill Switch im Jahr 2003 und White Label Vol. 1 ein Jahr später. Für White Label Vol. 1 kehrte Sandy Brown noch einmal zur Band zurück und verlieh der Gruppe die weibliche Stimme, wobei sie nach dieser Veröffentlichung die Gruppe jedoch wieder verließ. 2005 verließen Brennenstuhl und Wills die Band und Adrian Barnardo ersetzte Brennenstuhl am Schlagzeug. Noch im selben Jahr veröffentlichte die Band das Album Below Sunset, welches wohl das erfolgreichste Album der Band ist. Seit der Veröffentlichung dieses Albums änderte die Band ihre Stilrichtung vom Post-Grunge zu Melodic Hard Rock. 2006 veröffentlichte die Band ihr erstes Live-Album Acoustic Sunset.
Ein Jahr später veröffentlichte die Band das Album Audio from Last Night’s Dream, welches Lieder der Vorgängeralben enthält. Seit 2008 produzierte die Band das Album Truth Decay, welches am 30. Juni 2009 erschienen. Für diese Produktion stieß Bryan Farrar am Bass zur Band. Seitdem sind die zwei Singleauskopplungen The March und Apocalyptic Love Song zum Album erschienen. Die Band hat zudem ein Duett mit der Sängerin Sammy Allen produziert, welches zur Promotion ihrer Single I Can See into Forever gedacht ist. Am 22. September 2009 spielte die Band live auf der 140th Twitter Conference wo auch Gäste, wie Tony Hawk, Chamillionaire, Loni Love, Alan Nusbaum, Tyrese Gibson und Hypnogajas Mark Donikian als Sprecher dieser Conference auftraten. Im November 2009 erhielt die Band die Auszeichnung als beste Alternative-Rock-Band bei den Hollywood Music in Media Awards (HMMA). Außerdem spielte man im September 2009 auf dem Sunset Strip Music Festival, welches seit 2008 veranstaltet wird. Anfang 2010 stieß Gitarrist Abe Parker zur Band. Zurzeit arbeitet die Band an neuen Songs, die für das neue Album gedacht sind, welches 2011 veröffentlicht werden soll. Die Band unterstützte die amerikanische Rocksängerin Sammy Allen, welche ebenfalls bei Union State Records unter Vertrag steht. So war Jean-Yves Ducornet neben Labelgründer John Scott, der Produzent ihrer Single I Can See into Forever (erschien 2009 als Download-Single) und ihrer Debüt-EP Behind the Sun, welche 2010 erschien. Die Band unterstützte sie in dem Song I Can See into Forever sowohl auf ihrer Single, als auch auf der EP. Im selben Song sang Jason Arnold ein Duett mit ihr. Damit die EP erfolgreich vermarktet werden konnte, bot die Band an, die EP auf ihrer Homepage als freien Download anzubieten.
Im Januar 2010 gab Union State Records bekannt, eine weitere Single der Band zu veröffentlichen. Auf dieser covert die Band den bekannten Hit On the Radio von Donna Summer. Am Ende des Monats gab Jeeve bekannt nicht mehr als Musiker in der Band mitzuwirken und stattdessen als Produzent die Band weiter zu unterstützen. Mit dem neuen Line-up trat die Band bei SXSW '10 in Austin/Texas auf. Im Juli war die Band gemeinsam mit Curt Smith von Tears for Fears in der ersten Episode der Online-Serie Stripped Down zu sehen. Die Band hat für 2011 ein neues Album angekündigt. 2010 wurde die Band erneut bei den Hollywood Music In Media Awards nominiert. Diesmal steht die Band in der Kategorie Beste männliche Gesangsstimme für die Single Welcome to the Future/On the Radio [Digital 45] zur Auswahl. In dieser Kategorie gewann Arnold auch den Award.
Derzeit nimmt Hypnogaja an der Battle of the Bands teil. Die Gewinnerbands treten bei der Vans Warped Tour 2011 auf. Gemeinsam mit Slimkid3 von The Pharcyde, Yuri Tag, Cindy Minowa, Geo Lee, Himerria Wortham, Mikey Andaya und Tony Tran wurde ein Musikvideo zu der Remix-Version des Songs Dark Star (auf der Download-EP Dark Star vorhanden) gedreht.

## Bandmitglieder

### Jason "ShyBoy" Arnold
Jason Arnold ist Gründer und seit dem Weggang von Sängerin Sandy Brown im Jahr 1999 Sänger der Band. Er schreibt zudem die Texte der Band. Zeitgleich arbeitete er als Mashup-DJ und ist als DJ dem Bastard-Pop einzuordnen. Er ist mit den Songs Shall Never Surrender und The Time Has Come im Soundtrack von Devil May Cry 4 vertreten. ShyBoy lebt in Los Angeles/Kalifornien.

### Jean-Yves Ducornet
Jean-Yves "Jeeve" Ducornet war Gitarrist und Produzent der Band. Er wurde in Frankreich geboren und studierte in Paris (Studio Des Varietés) und auf dem Berklee College of Music in Boston. Er zog nach Los Angeles und fing dort als Produzent von Filmen an zu arbeiten. 2002 stieß Jeeve als Gitarrist zur Band.

### Mark Nubar Donikian
Mark Nubar Donikian ist wie Jason Arnold ein Gründer der Band, wo er als Keyboarder und Pianist tätig ist. Bevor er zusammen mit Jason Arnold und Sean "Dr." Brooks (letzterer verließ die Band) die Band gründete, arbeiteten Jason Arnold und er als Trip-Hop-Combo zusammen.

### Adrian Barnardo
Adrian Barnado ist Schlagzeuger der Band. 2005 stieß er zur Band als der damalige Schlagzeuger Will Brennestuhl und der Bassist Daniel Wills die Band verließen. Außerdem spielt Barnado Perkussion.

### Bryan Farrar
Bryan Farrar stieß 2008 als Bassist zur Band, mit der er im Juni 2009 das Album Truth Decay produzierte.

### Abe Parker
Anfang 2010 stieß mit Abe Parker ein zweiter Gitarrist zur Band, sodass diese nun mit 6 Musikern auftritt. Seit 2010 ist Parker alleiniger Gitarrist der Band.

## Diskografie

### Studioalben
- 1999: Revolution
- 2002: Post-Hypnotic Stress Disorder
- 2003: Bridge to Nowhere – nur in Deutschland[14]
- 2003: Kill Switch
- 2005: Below Sunset
- 2009: Truth Decay
- 2011: Dark Star (EP)

### Livealben
- 2006: Acoustic Sunset – Live at the Longhouse

### Kompilationen
- 2004: White Label, Vol. 1
- 2007: Audio from Last Night’s Dream
- 2007: Mixtape

### Singles
- 2008: The March
- 2009: I Can See into Forever (mit Sammy Allen)
- 2009: Apocalyptic Love Song
- 2009: Worship Me (I’m on TV)
- 2010: Welcome to the Future/On the Radio [Digital 45] (Cover des Songs von Donna Summer)

### Beiträge für Soundtracks

#### Shows und Hörspiele
- America’s Next Top Model[15]
- Las Vegas[15]
- One Life to Live[15]
- The Looking Glass Wars (Hörspiel)[15]
- Sex and the City[15]
- Tru Calling[15]

#### Filme
- Valentine – Schrei wenn Du kannst[15]
- Carrie[15]
- Roswell[15]
- Cold Creek Manor[15]
- Dirt[15]

#### Spiele
- FlatOut: Ultimate Carnage[15]
- Devil May Cry 4 (mit Jason "ShyBoy" Arnold)[15]

### Musikvideos
- Nothing Box
- Home
- They Don't Care
- Misery
- Silver Star
- Quiet
- The Spaceman (Live Akustik Version)
- Apocalyptic Love Song (Live Akustik Version)
- The March
- Things Will Never Be the Same

## Alben

### Revolution
Revolution ist das erste offizielle Album der Band. Es beinhaltet 15 Titel und wurde unter dem Label Drama Music veröffentlicht. 1999 spielte die Band Electronic, sodass manche Instrumente wie eine Gitarre nicht verwendet wurden. Sängerin war Sandy Brown. Jason Arnold war lediglich der Backgroundsänger. Brown verließ die Band nach Veröffentlichung des Albums.

### Post-Hypnotic Stress Disorder
Post-Hypnotic Stress Disorder ist das zweite Album der Band und besteht aus 15 Titeln. Seit 1999 hat sich der Musikstil leicht verändert: Zu der Electronicmusik stießen Gitarren, Keyboard und Bass hinzu. Außerdem wurden stilistische Elemente des HipHops im Gesang mit eingebunden, die bis 2004 hielten. Seit Below Sunset spielt die Band ausschließlich Hard Rock.

### Bridge to Nowhere
- siehe: Bridge to Nowhere

Bridge to Nowhere ist das dritte Album der Band und das zweite, welches von Union State Records veröffentlicht wurde. Es beinhaltet zwölf Titel. Zu dieser Zeit wurde die Band in deutschen Fankreisen als Crossover-Band bezeichnet.

### Kill Switch
Kill Switch ist das vierte Album der Band, welches acht Songs umfasst und eine gute halbe Stunde Spieldauer aufweist. Zu dieser Zeit spielte die Band Post-Grunge.

### White Label Vol. 1
White Label ist das fünfte Album der Band und wurde ebenfalls, wie Kill Switch 2004 produziert. Jason Arnold, der zu diesem Zeitpunkt Frontsänger der Band war, bekam mit Sandy Brown (kam zur Band für diese Produktion zurück) für den Song American Boy vokalische Unterstützung. Das Album beinhaltet zehn Titel (ein Großteil der Songs war im Soundtrack zum Horrorfilm Carrie vertreten).

### Below Sunset
- siehe: Below Sunset

Below Sunset ist das sechste Studioalbum der Band und das wohl bisher erfolgreichste. Das Album beinhaltet 15 Songs (darunter auch Looking Glass aus der Serie The Looking Glass Wars) und hat rund eine Stunde Spieldauer. Es wurde in den USA, Europa und auch in Russland verkauft.

### Acoustic Sunset – Live at the Longhouse
- siehe: Acoustic Sunset – Live at the Longhouse

Es ist das erste Live-Album und die siebte Produktion der Band. Wie der Albumtitel sagt, spielt die Band mit Akustikinstrumenten. Das Album umfasst zwölf Songs, wovon zwei neue Studiosongs aufgenommen wurden, die im 2007 erschienenen Album vertreten sind.

### Audio from Last Night’s Dream
Audio from Last Night’s Dream ist das achte Album der Band, wofür elf Titel aufgenommen wurden. Davon waren acht in den Vorgängeralben vertreten und lediglich drei Songs waren neu.

### Truth Decay
- siehe: Truth Decay

Truth Decay ist das neunte Studioalbum der Band. Zudem ist es das erste Konzeptalbum. Inhaltlich geht es um die Geschichte über das apokalyptische Ende der Welt. 13 Wochen vor der offiziellen Veröffentlichung startete die Band eine Promotion, die es registrierten Usern ermöglichte jede Woche einen Song des Albums legal von der Homepage runterzuladen. Das Album beinhaltet 14 Tracks und hat eine Spieldauer von etwa 56 Minuten. Wegen der futuristischen Spielweise und der Thematik des Albums, kann diese Veröffentlichung auch dem Space Rock zugeordnet werden. Donikian sagte in einem Interview mit Noisecreep, dass jedes Bandmitglied eine Vorliebe für Science-Fiction besitzt und deshalb futuristische Klänge eingebunden wurden.

## Labels

### Union State Records
- siehe: Union State Records

Union State Records ist ein Indie-Label mit Sitz in Los Angeles/Kalifornien. Neben Hypnogaja, steht auch unter anderem die Sängerin Sammy Allen unter Vertrag. Manager des Labels ist John Scott.

### 5x5 Productions
Neben Union State Records steht die Band auch bei 5x5 Productions unter Vertrag. Es ist wie Union State ein Indie-Label. Das Label veröffentlicht Medien von Electronic-, Hip-Hop- und Rockbands. So steht bei 5x5 Productions auch Nizam, ein Musiker aus Singapur unter Vertrag.

### Pen Music Group
Pen Music Group ist ein seit 1994 bestehendes Indie-Label. Unter anderem arbeiten dort Grammy-Nominierte Songwriter/Producer, wie Wendy Waldman oder auch Dan Bern. Das Label produziert Songs in Pop, Rock, Latin, Jazz, Hip-Hop und im Weltmusik-Bereich. Bei Pen Music Group sind neben Hypnogaja 51 weitere Sänger und Bands unter Vertrag (darunter Sky Tyler, Gypsy Soul, Naked Blue, The Hope, ShyBoy oder auch Groundstation).

## Musikstil
Im Album White Label Vol. 1 hörte man in manchen Songs noch vereinzelt Elemente des Hip-Hop, Rock und Electronic heraus. In dem Album Kill Switch aus dem Jahr 2003 waren es Electronic-Sounds, gemischt mit Rock und klassischer Streichermusik, die einen Kontrast zur Rockmusik bildete. In den Songs Lullaby, Nowhere oder auch American Boy kommen Teile vor, die nur von Klavier oder auch Violinen gespielt werden. 2005 spielte die Band erstmals ihre heutige Musikrichtung, wobei die Melodik im Vordergrund gerückt ist. Der Song Welcome to the Future aus dem Album Truth Decay, das voraussichtlich am 30. Juni 2009 auf dem Markt kommt, spielt Richard Dodd von The Section Quartet das Cello.
- Das OUTBURN Magazin, schrieb über die Musik der Band: "Fesselnd veranlagte moderne Rockmusik."
- APPLE.COM: "Entspannende Rockmusik mit einer feinen Brise Electronic."

## Entstehung ihrer Lieder
Mark Nubar Donikian erklärt bei einem Interview auf iTunes.com, wie ihre Songs entstehen: "Manchmal übernimmt unser Songwriter und leitet den Prozess alleine. Wenn er eine Melodie im Kopf hat, spielt er sie erst a cappella. Dann spielen wir entweder mit dem Klavier oder mit der Gitarre mit. Dann wird das Lied in seine eigene Richtung gehen, bevor wir sogar zur Aufnahme kommen." Nubar weiter, "Ein "Heimstudio" zu haben, hat seine Vorteile. Die Bandmitglieder können an den Songs arbeiten, wann sie es wollen und für Richtig halten und es ist um einiges billiger als in ein richtiges Studio zu gehen. Was bekommen wir in einem richtigen Studio? Es kostet Millionen Dollar die Stunde und man bekommt dort höchstens eine Kaffeemaschine und einen Assistenten, der einen Sachen bringt die man braucht. Wir nehmen diesen Prozess lieber zu Hause oder in unseren Van in die Hand." "Manche Sounds, wie in dem Song Put Your Hate on Me," so Donikian, "kann man nicht so einfach Live spielen. Für den Chor, der im Hintergrund des Songs spielt wurden 300 Chorstimmen mit dem PC aufgenommen. Live sind wir nur zu fünft; Jason, Jeeve, zwei weibliche Sängerinnen und mich. Wir wollten diesen Chor, der für die Gothicszene üblich ist [sic!] unbedingt als Klimax in diesen Song einbauen. Jeeve hat uns dafür 300-mal den Part "place your hate upon me, I will bear your burden" auf lateinisch in den verschiedensten Tonlagen und Höhen singen lassen."

## Interview mit All Access Magazine (2009)
In einem exklusiven Interview mit AAM (All Access Magazine) erklärten der Sänger Jason Arnold und Keyboarder Mark Nubar Donikian, dass das Album Truth Decay bei den Hörern trotz der niedrigen Verkaufszahlen positiv aufgenommen wurde und auch Anfragen aus dem Ausland erhalten haben. Außerdem habe die Band mit dem Album neue Fans gewinnen können, die zum ersten Mal ihre Musik gehaben. Zudem sagten die beiden, dass sie E-Mails von Fans erhalten haben, in denen stand, dass sie mithilfe der Musik von der Band aus den dunklen Seiten des Lebens geschafft haben. Die Band plant außerdem weitere Konzerte in der Region, national durch die USA, sowie internationale Konzerte auf anderen Kontinenten.

## Auszeichnungen

### 2006
- 2006: All Access Music Awards für das Album des Jahres (Acoustic Sunset – Live at the Longhouse)[21]
- 2006: All Access Music Awards für den besten männlichen Sänger[21]

### 2009
- 2009: Hollywood Music in Media Awards für die beste Rockband

### 2010
- 2010: Holly Music in Media Awards für die beste männliche Gesangsstimme für den Song On The Radio (gewonnen)